# Mangong
Mangong (coreano: 만공; hanja: 滿空, 1871–1946) o Song Mangong fue un monje budista coreano, maestro zen, activista independentista, erudito, poeta, escritor y filósofo durante la ocupación japonesa de Corea. 

## Biografía
Mangong nació en Jeongeup, provincia de Jeonbuk (actual Corea del Sur), en 1871, comenzando su noviciado de niño (probablemente era huérfano) en Tonghak sa (monasterio de Tonghak) bajo el cuidado del monje Taeho. Se ordenó a los 14 años, siendo su nombre de ordenación el de Wolmyeon (que significa "la cara de la luna") y su nombre dharma Mangong.
Estuvo tres años enseñando la tradición zen en el templo Mahayeon (o Magayeon) de la montaña Keumkang y fue brevemente abad budista del templo de Magok. Pasó la mayor parte de su vida enseñando zen en la montaña Deoksung del condado de Yesan, provincia de Chungcheong del Sur. Mangong revitalizó la tradición zen del budismo coreano junto con su maestro, el maestro zen Gyeongheo.
Junto con los maestros Suwol (que significa "la luna en el agua") y Hyewol (que significa "la luna sabia"), los tres se ganaron el apodo de "las tres lunas de Gyeongheo".

## Galería
|                         |
| Carta de Mangong (1930) |

|                                                      |
| Templo de Junwol, lugar del venerable Mangong (1941) |

|                                   |
| Monjes del templo de Magok (1930) |